# مؤتمر الحسنة 1968

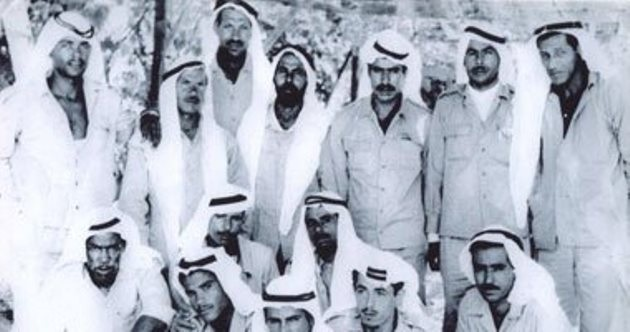

مؤتمر الحسنة هو مؤتمر أقامته السلطات الإسرائيلية في مدينة الحسنة بشمال سيناء في 31 أكتوبر عام 1968 عقب احتلالها لشبه جزيرة سيناء، حاول الإسرائيليون تحريض أهالي سيناء على الاستقلال بها وإعلانها دولة مستقلة للقضاء على تبعيتها لمصر وإثبات عدم أحقيتها في استرداد سيناء مرة أخرى، ولكن بعد أن أتفقت مع مشايخ سيناء قاموا بخداع الإسرائيليين وقال الشيخ سالم الهرش بإثبات تبعية سيناء لمصر في المؤتمر، مما تسبب في صدمة شديدة وفشل في المساعي الإسرائيلية.

## تفاصيل المؤتمر
في أكتوبر 1968 حاول الإسرائيليون تحريض أهالي سيناء على الاستقلال بها، والإعلان عن دولة سيناء وحشدت إسرائيل في سبيل ذلك كل طاقاتها لتحقيق حلمها في نزع سيناء من مصريتها وعروبتها، وسعيا وراء الهدف التقى موشية ديان وزير الدفاع في إسرائيل آنذاك، عددا من مشايخ سيناء وأغدق عليهم بالهدايا والأموال لإقناعهم بفكرة تحويلها إلى دولة مستقلة.
في نفس الوقت علمت السلطات المصرية بتفاصيل المخطط الإسرائيلى، فقامت بتكليف الضابط السيناوى محمد اليمانى بمتابعة القضية، حيث طلب من المشايخ وفق تعليمات من القاهرة بمواصلة خداع ومجاراة إسرائيل في طلبها، وقام برصد تحركات العدو الصهيونى واتصالاته الدولية، في الوقت الذي وافقت فيه أمريكا وعدد من حلفائها على دعم القضية في حالة موافقة أهل سيناء على التدويل في مؤتمر عام يراه العالم كله.
اجتمع ديان بالشيخ سالم الهرش وبعدد من كبار المشايخ معلنين موافقتهم على المقترح مبدئيا، إلا أنهم طالبوا بمهلة للحصول على إجماع شيوخ القبائل في سيناء.
وفي 31 أكتوبر عام 1968 أعدت إسرائيل عدتها لإعلان سيناء دولة منفصلة وحشد ديان وزير الدفاع عدته، ويضيف محمود سعيد لطفى ابن المحامى الشهير سعيد لطفى أحد مهندسى العملية إن الطائرات كانت تنقل الطعام ومصورى وكالات الأنباء وعشرات القنوات العالمية وكبار القيادات في إسرائيل يتوافدون جوا على مكان التجمع بمنطقة الحسنة من أجل اللحظة الحاسمة وفي الوقت نفسه كانت المخابرات المصرية تتحرك للقضاء على المحاولة الإسرائيلية.
تم تفويض الشيخ سالم الهرش من قبيلة البياضية للحديث عنهم أمام الإسرائيليين فقال: أترضون بما أقول؟ فقالوا: نعم.
وبينما موشيه ينتظر لحظة التدويل قال الهرش:
| مؤتمر الحسنة 1968 | إن سيناء مصرية وقطعة من مصر ولا نرضى بديلا عن مصر وما انتم إلا احتلال ونرفض التدويل وأمر سيناء في يد مصر، سيناء مصرية مائة في المائة ولا نملك فيها شبرا واحداً يمكننا التفريط فيه. | مؤتمر الحسنة 1968 |

## ما بعد المؤتمر
عقب المؤتمر قامت السلطات الإسرائيلية اتخاذ إجراءات قمعية عنيفة ضد السكان واعتقل 120 من المشايخ والمواطنين، أما الشيخ سالم الهرش استطاع الهروب من سيناء عبر الأردن بعمليه نوعيه للمخابرات الحربيه ورجلها المقدم حسين تمراز قائد مكتب المخابرات بغزه ومنها إلى مصر وقام الرئيس جمال عبد الناصر بتكريم الشيخ سالم الهرش وأهداه نوط الامتياز من الطبقة الأولى.
وعقب انتهاء حرب أكتوبر في 1973 تقوم القوات المسلحة بإحياء هذه الذكرى في 31 من أكتوبر كل عام.

## مواضيع متعلقة
- حرب الأستنزاف
- حرب يونيو

## وصلات خارجية
- محمد الشافعى: الشيخ سالم الهرش قال في مؤتمر «موشى ديان» «سيناء مصرية ولا قائد لنا إلا عبد الناصر» - على يوتيوب